# Cymothoe radialis
Cymothoe radialis är en fjärilsart som beskrevs av M.Gaede 1915. Cymothoe radialis ingår i släktet Cymothoe och familjen praktfjärilar. Inga underarter finns listade i Catalogue of Life.